# Kujavia
Kujavia (polsk Kujawy) er et område i det centrale Polen, der ligger mellem floderne Wisła i øst, Noteć i vest, samt Noteć og Krówka i syd. Området ligger i dag hovedsagelig i voivodskabet Kujawsko-pomorskie, og nogle kilder anser Włocławek for at være den historiske hovedstad i Kujawy. I området er fundet det ældste dokumenterede bevis for fremstilling af ost dateret til 5.500 f.Kr..
Kujavia er et område på begge sider af Wisła, der omtrent svarer til den preussiske provins Posen og russiske Guvernementet Płock (sv). Før det blev en del af Polen, var det et selvstændigt fyrstedømme med hovedstaden Brześć Kujawski (en).